# Бахай 1-й
Бахай 1-й — деревня в Баяндаевском районе Иркутской области России. Входит в состав Курумчинского муниципального образования. Находится примерно в 18 км к юго-западу от районного центра.

## Население
По данным Всероссийской переписи, в 2010 году в деревне проживало 147 человек (61 мужчина и 86 женщин).